# Il cielo (Renato Zero)
Il cielo è un brano del cantautore italiano Renato Zero, facente parte dell'album del 1977 intitolato Zerofobia, primo 33 giri di grande successo per l'artista. La canzone nello specifico fu scritta da Renato Zero  a Ventotene  nell'estate del 1969.
Verrà pubblicata nei "live" Icaro (1981), Figli del sogno (2004), Sei Zero (2011) e Arenà - Renato Zero si racconta (2016). Infatti l'artista include sempre (o quasi) questa canzone come brano di chiusura nei suoi tour (per esempio: nel Tour dopo tour (1999), Figli del sogno (2004) (dove precede, però, il brano I migliori anni della nostra vita, in tutte le date del Sei Zero Tour (2010), eccezione per la data del 9 ottobre 2010, nell'Amo tour. Il brano è stato inoltre scelto per il Pavarotti & Friends del 1999 in cui l'autore lo canta con Luciano Pavarotti.
A partire dal 1980-1981 Renato Zero ha eseguito una nuova versione de Il cielo, cambiandone la fine, che propone sempre nelle sue tournée, fatta eccezione per il tour Cantiere Fonopoli:
(Brano conclusivo della versione originale della canzone)
(altro finale del brano originale)

## Cover
Una cover del brano venne incisa da Mina per l'album Mina Nº 0 (album interamente dedicato a Renato Zero) e una da Fiorello (un remix) per l'album Finalmente tu. Altra cover è stata edita dal cantante portoricano Wilkins e pubblicata nel 2002 con il titolo El cielo.

## Classifiche

### Classifiche settimanali
| Classifica (2006) | Posizione massima |
| ----------------- | ----------------- |
| Italia            | 39                |